# Никола Вълчев
 Тази статия е за революционера.  За българския режисьор вижте Никола Вълчев (режисьор).  
Никола Вълчев е български подофицер и революционер, войвода на Вътрешната македоно-одринска революционна организация.

## Биография
Никола Вълчев е роден в 1871 година в старозагорското село Трънково, тогава в Османската империя. Завършва подофицерска школа и служи в 12 пехотен балкански полк на Българската армия. На 5 март 1903 година Никола Вълчев, заедно с Нестор Байков и Димитър Андонов, като подофицер напуска полка си. В София се свързват със задграничното представителство на ВМОРО и в Кюстендил се присъединяват към прилепската чета на Константин Кондов, където вече е техният съгражданин Георги Христов Стайнов.
В началото на май 1903 година Петър Ацев определя Никола Вълчев за районен войвода в Прилепско. В края на месеца четата на Вълчев води сражение с турците при Беловодица, Трояци и Никодин, където намират смъртта си войводата Никола Вълчев, Манол Стоянов, старши подофицер от 4-ти конен полк, и още петима четници. Погребани са в двора на църквата в село Беловодица.